# 무나섬
무나섬(인도네시아어: Pulau Muna)은 인도네시아 술라웨시섬 남동쪽에 있는 섬으로, 술라웨시틍가라주에 속한다.